# Llista d'ocells de Rússia
Aquesta llista d'ocells de Rússia inclou totes les espècies d'ocells trobats a Rússia: 782, de les quals 1 és un endemisme, 19 són endemismes reproductors i 48 es troben globalment amenaçades d'extinció.
Els ocells s'ordenen per ordre i família.

## Gaviiformes

### Gaviidae
- Gavia stellata
- Gavia arctica
- Gavia pacifica
- Gavia immer
- Gavia adamsii

## Podicipediformes

### Podicipedidae
- Tachybaptus ruficollis
- Podiceps grisegena
- Podiceps cristatus
- Podiceps auritus
- Podiceps nigricollis

## Procellariiformes

### Diomedeidae
- Phoebastria albatrus
- Phoebastria immutabilis
- Phoebastria nigripes

### Procellariidae
- Fulmarus glacialis
- Pterodroma inexpectata
- Pterodroma solandri
- Pterodroma hypoleuca
- Calonectris leucomelas
- Puffinus carneipes
- Puffinus gravis
- Puffinus bulleri
- Puffinus griseus
- Puffinus tenuirostris
- Puffinus puffinus
- Puffinus yelkouan

### Hydrobatidae
- Hydrobates pelagicus
- Oceanodroma castro
- Oceanodroma leucorhoa
- Oceanodroma monorhis
- Oceanodroma furcata

## Pelecaniformes

### Pelecanidae
- Pelecanus onocrotalus
- Pelecanus crispus

### Sulidae
- Morus bassanus
- Sula sula
- Sula leucogaster

### Phalacrocoracidae
- Phalacrocorax auritus
- Phalacrocorax carbo
- Phalacrocorax capillatus
- Phalacrocorax aristotelis
- Phalacrocorax pelagicus
- Phalacrocorax urile
- Phalacrocorax pygmaeus

### Fregatidae
- Fregata minor
- Fregata ariel

## Ciconiiformes

### Ardeidae
- Ardea cinerea
- Ardea purpurea
- Ardea alba
- Egretta intermedia
- Egretta garzetta
- Egretta eulophotes
- Ardeola ralloides
- Ardeola bacchus
- Bubulcus ibis
- Butorides striata
- Nycticorax nycticorax
- Gorsachius goisagi
- Ixobrychus sinensis
- Ixobrychus eurhythmus
- Ixobrychus cinnamomeus
- Botaurus stellaris

### Ciconiidae
- Ciconia nigra
- Ciconia ciconia
- Ciconia boyciana

### Threskiornithidae
- Threskiornis aethiopicus
- Threskiornis melanocephalus
- Nipponia nippon
- Plegadis falcinellus
- Platalea leucorodia
- Platalea minor

## Phoenicopteriformes

### Phoenicopteridae
- Phoenicopterus roseus

## Anseriformes

### Anatidae
- Cygnus olor
- Cygnus buccinator
- Cygnus cygnus
- Cygnus columbianus
- Anser cygnoides
- Anser fabalis
- Anser serrirostris
- Anser brachyrhynchus
- Anser albifrons
- Anser erythropus
- Anser anser
- Anser indicus
- Chen caerulescens
- Chen rossii
- Chen canagica
- Branta bernicla
- Branta leucopsis
- Branta hutchinsii
- Branta canadensis
- Branta ruficollis
- Tadorna ferruginea
- Tadorna tadorna
- Aix galericulata
- Anas penelope
- Anas americana
- Anas falcata
- Anas strepera
- Anas formosa
- Anas crecca
- Anas carolinensis
- Anas platyrhynchos
- Anas poecilorhyncha
- Anas acuta
- Anas querquedula
- Anas clypeata
- Marmaronetta angustirostris
- Netta rufina
- Aythya ferina
- Aythya valisineria
- Aythya americana
- Aythya nyroca
- Aythya baeri
- Aythya fuligula
- Aythya marila
- Aythya affinis
- Somateria mollissima
- Somateria spectabilis
- Somateria fischeri
- Polysticta stelleri
- Histrionicus histrionicus
- Clangula hyemalis
- Melanitta nigra
- Melanitta perspicillata
- Melanitta fusca
- Bucephala clangula
- Bucephala islandica
- Bucephala albeola
- Mergellus albellus
- Mergus serrator
- Mergus merganser
- Mergus squamatus
- Oxyura leucocephala

## Falconiformes

### Pandionidae
- Pandion haliaetus

### Accipitridae
- Pernis apivorus
- Pernis ptilorhynchus
- Milvus milvus
- Milvus migrans
- Haliaeetus leucoryphus
- Haliaeetus albicilla
- Haliaeetus leucocephalus
- Haliaeetus pelagicus
- Gypaetus barbatus
- Neophron percnopterus
- Gyps bengalensis
- Gyps himalayensis
- Gyps fulvus
- Aegypius monachus
- Circaetus gallicus
- Circus aeruginosus
- Circus spilonotus
- Circus cyaneus
- Circus macrourus
- Circus melanoleucos
- Circus pygargus
- Accipiter badius
- Accipiter brevipes
- Accipiter soloensis
- Accipiter gularis
- Accipiter virgatus
- Accipiter nisus
- Accipiter gentilis
- Butastur indicus
- Buteo buteo
- Buteo rufinus
- Buteo hemilasius
- Buteo lagopus
- Aquila pomarina
- Aquila clanga
- Aquila rapax
- Aquila nipalensis
- Aquila heliaca
- Aquila chrysaetos
- Aquila pennata
- Spizaetus nipalensis

### Falconidae
- Falco naumanni
- Falco tinnunculus
- Falco vespertinus
- Falco amurensis
- Falco columbarius
- Falco cherrug
- Falco rusticolus
- Falco pelegrinoides
- Falco peregrinus

## Galliformes

### Tetraonidae
- Dendragapus falcipennis
- Lagopus lagopus
- Lagopus muta
- Tetrao parvirostris
- Tetrao urogallus
- Tetrao tetrix
- Tetrao mlokosiewiczi
- Bonasa bonasia

### Phasianidae
- Tetraogallus caucasicus
- Tetraogallus altaicus
- Alectoris chukar
- Perdix perdix
- Perdix dauurica
- Coturnix japonica
- Coturnix coturnix
- Phasianus colchicus

## Gruiformes

### Turnicidae
- Turnix tanki

### Gruidae
- Anthropoides virgo
- Grus leucogeranus
- Grus canadensis
- Grus vipio
- Grus grus
- Grus monacha
- Grus japonensis

### Rallidae
- Coturnicops exquisitus
- Rallus aquaticus
- Crex crex
- Amaurornis phoenicurus
- Porzana parva
- Porzana pusilla
- Porzana porzana
- Porzana carolina
- Porzana fusca
- Porzana paykullii
- Gallicrex cinerea
- Porphyrio porphyrio
- Gallinula chloropus
- Fulica atra

### Otididae
- Otis tarda
- Chlamydotis undulata
- Chlamydotis macqueenii
- Tetrax tetrax

## Charadriiformes

### Jacanidae
- Hydrophasianus chirurgus

### Rostratulidae
- Rostratula benghalensis

### Haematopodidae
- Haematopus bachmani
- Haematopus ostralegus

### Recurvirostridae
- Himantopus himantopus
- Recurvirostra avosetta

### Burhinidae
- Burhinus oedicnemus

### Glareolidae
- Cursorius cursor
- Glareola pratincola
- Glareola maldivarum
- Glareola nordmanni

### Charadriidae
- Vanellus vanellus
- Vanellus cinereus
- Vanellus indicus
- Vanellus gregarius
- Vanellus leucurus
- Pluvialis fulva
- Pluvialis dominica
- Pluvialis apricaria
- Pluvialis squatarola
- Charadrius hiaticula
- Charadrius semipalmatus
- Charadrius placidus
- Charadrius dubius
- Charadrius vociferus
- Charadrius alexandrinus
- Charadrius mongolus
- Charadrius leschenaultii
- Charadrius asiaticus
- Charadrius veredus
- Charadrius morinellus

### Scolopacidae
- Scolopax rusticola
- Lymnocryptes minimus
- Gallinago solitaria
- Gallinago hardwickii
- Gallinago stenura
- Gallinago megala
- Gallinago media
- Gallinago gallinago
- Limnodromus scolopaceus
- Limnodromus semipalmatus
- Limosa limosa
- Limosa lapponica
- Numenius borealis
- Numenius minutus
- Numenius phaeopus
- Numenius tenuirostris
- Numenius arquata
- Numenius madagascariensis
- Xenus cinereus
- Actitis hypoleucos
- Actitis macularius
- Tringa ochropus
- Tringa brevipes
- Tringa incana
- Tringa erythropus
- Tringa melanoleuca
- Tringa nebularia
- Tringa guttifer
- Tringa flavipes
- Tringa stagnatilis
- Tringa glareola
- Tringa totanus
- Arenaria interpres
- Arenaria melanocephala
- Calidris tenuirostris
- Calidris canutus
- Calidris pusilla
- Calidris mauri
- Calidris ruficollis
- Calidris minuta
- Calidris temminckii
- Calidris subminuta
- Calidris minutilla
- Calidris fuscicollis
- Calidris bairdii
- Calidris melanotos
- Calidris acuminata
- Calidris ferruginea
- Calidris alpina
- Calidris maritima
- Calidris ptilocnemis
- Eurynorhynchus pygmeus
- Limicola falcinellus
- Tryngites subruficollis
- Philomachus pugnax
- Phalaropus tricolor
- Phalaropus lobatus
- Phalaropus fulicarius

### Laridae
- Larus crassirostris
- Larus canus
- Larus marinus
- Larus glaucescens
- Larus hyperboreus
- Larus glaucoides
- Larus argentatus
- Larus fuscus
- Larus heuglini
- Larus vegae
- Larus cachinnans
- Larus armenicus
- Larus barabensis
- Larus ichthyaetus
- Larus schistisagus
- Larus ridibundus
- Larus genei
- Larus philadelphia
- Larus saundersi
- Larus melanocephalus
- Larus relictus
- Larus minutus
- Pagophila eburnea
- Rhodostethia rosea
- Xema sabini
- Rissa brevirostris
- Rissa tridactyla

### Sternidae
- Onychoprion aleuticus
- Sternula albifrons
- Gelochelidon nilotica
- Hydroprogne caspia
- Chlidonias niger
- Chlidonias leucopterus
- Chlidonias hybrida
- Sterna paradisaea
- Sterna hirundo
- Thalasseus sandvicensis

### Stercorariidae
- Stercorarius maccormicki
- Stercorarius skua
- Stercorarius pomarinus
- Stercorarius parasiticus
- Stercorarius longicaudus

### Alcidae
- Alle alle
- Uria aalge
- Uria lomvia
- Alca torda
- Cepphus grylle
- Cepphus columba
- Cepphus carbo
- Brachyramphus marmoratus
- Brachyramphus perdix
- Brachyramphus brevirostris
- Synthliboramphus antiquus
- Synthliboramphus wumizusume
- Ptychoramphus aleuticus
- Aethia psittacula
- Aethia cristatella
- Aethia pygmaea
- Aethia pusilla
- Cerorhinca monocerata
- Fratercula arctica
- Fratercula corniculata
- Fratercula cirrhata

## Pterocliformes

### Pteroclidae
- Syrrhaptes paradoxus
- Pterocles alchata
- Pterocles orientalis

## Columbiformes

### Columbidae
- Columba livia
- Columba rupestris
- Columba oenas
- Columba eversmanni
- Columba palumbus
- Streptopelia turtur
- Streptopelia orientalis
- Streptopelia decaocto
- Streptopelia tranquebarica
- Streptopelia senegalensis
- Treron sieboldii

## Cuculiformes

### Cuculidae
- Cuculus hyperythrus
- Cuculus micropterus
- Cuculus canorus
- Cuculus saturatus
- Cuculus optatus
- Cuculus lepidus
- Cuculus poliocephalus

## Strigiformes

### Tytonidae
- Tyto alba

### Strigidae
- Otus bakkamoena
- Otus lettia
- Otus semitorques
- Otus scops
- Otus sunia
- Bubo bubo
- Bubo scandiacus
- Ketupa blakistoni
- Strix aluco
- Strix uralensis
- Strix nebulosa
- Surnia ulula
- Glaucidium passerinum
- Athene noctua
- Aegolius funereus
- Ninox scutulata
- Ninox japonica
- Asio otus
- Asio flammeus

### Caprimulgiformes
- Caprimulgidae
- Caprimulgus indicus
- Caprimulgus europaeus

## Apodiformes

### Apodidae
- Hirundapus caudacutus
- Tachymarptis melba
- Apus apus
- Apus pacificus
- Apus affinis

### Trochilidae
- Selasphorus rufus

## Trogoniformes

### Trogonidae
- Harpactes wardi

## Coraciiformes

### Alcedinidae
- Alcedo atthis
- Halcyon coromanda
- Halcyon pileata
- Megaceryle lugubris
- Ceryle rudis

### Meropidae
- Merops persicus
- Merops apiaster

### Coraciidae
- Coracias garrulus
- Eurystomus orientalis

### Upupidae
- Upupa epops

## Piciformes

### Picidae
- Jynx torquilla
- Dendrocopos canicapillus
- Dendrocopos kizuki
- Dendrocopos minor
- Dendrocopos hyperythrus
- Dendrocopos medius
- Dendrocopos leucotos
- Dendrocopos major
- Dendrocopos syriacus
- Dendrocopos leucopterus
- Picoides tridactylus
- Dryocopus martius
- Picus viridis
- Picus canus

## Passeriformes

### Alaudidae
- Melanocorypha calandra
- Melanocorypha bimaculata
- Melanocorypha mongolica
- Melanocorypha leucoptera
- Melanocorypha yeltoniensis
- Calandrella brachydactyla
- Calandrella rufescens
- Eremophila alpestris
- Galerida cristata
- Alauda arvensis
- Alauda gulgula
- Lullula arborea

### Hirundinidae
- Riparia riparia
- Riparia diluta
- Tachycineta bicolor
- Hirundo rustica
- Ptyonoprogne rupestris
- Delichon urbicum
- Delichon dasypus
- Cecropis daurica
- Petrochelidon pyrrhonota

### Motacillidae
- Anthus richardi
- Anthus rufulus
- Anthus godlewskii
- Anthus campestris
- Anthus pratensis
- Anthus cervinus
- Anthus hodgsoni
- Anthus trivialis
- Anthus gustavi
- Anthus spinoletta
- Anthus petrosus
- Anthus rubescens
- Dendronanthus indicus
- Motacilla alba
- Motacilla grandis
- Motacilla flava
- Motacilla tschutschensis
- Motacilla citreola
- Motacilla cinerea

### Campephagidae
- Pericrocotus divaricatus

### Pycnonotidae
- Ixos amaurotis

### Regulidae
- Regulus calendula
- Regulus regulus
- Regulus ignicapilla

### Bombycillidae
- Bombycilla garrulus
- Bombycilla japonica

### Cinclidae
- Cinclus cinclus
- Cinclus pallasii

### Troglodytidae
- Troglodytes troglodytes

### Prunellidae
- Prunella collaris
- Prunella himalayana
- Prunella montanella
- Prunella fulvescens
- Prunella atrogularis
- Prunella modularis
- Prunella rubida

### Turdidae
- Monticola saxatilis
- Monticola gularis
- Zoothera sibirica
- Zoothera dauma
- Catharus minimus
- Catharus ustulatus
- Catharus guttatus
- Turdus hortulorum
- Turdus cardis
- Turdus torquatus
- Turdus merula
- Turdus obscurus
- Turdus pallidus
- Turdus chrysolaus
- Turdus ruficollis
- Turdus naumanni
- Turdus pilaris
- Turdus iliacus
- Turdus philomelos
- Turdus viscivorus
- Ixoreus naevius

### Sylviidae
- Urosphena squameiceps
- Cettia canturians
- Cettia diphone
- Cettia cetti
- Bradypterus thoracicus
- Bradypterus tacsanowskius
- Locustella lanceolata
- Locustella naevia
- Locustella certhiola
- Locustella ochotensis
- Locustella pleskei
- Locustella fluviatilis
- Locustella luscinioides
- Locustella fasciolata
- Locustella amnicola
- Acrocephalus melanopogon
- Acrocephalus paludicola
- Acrocephalus schoenobaenus
- Acrocephalus bistrigiceps
- Acrocephalus tangorum
- Acrocephalus agricola
- Acrocephalus scirpaceus
- Acrocephalus baeticatus
- Acrocephalus dumetorum
- Acrocephalus palustris
- Acrocephalus arundinaceus
- Acrocephalus orientalis
- Acrocephalus aedon
- Hippolais caligata
- Hippolais rama
- Hippolais pallida
- Hippolais icterina
- Phylloscopus trochilus
- Phylloscopus collybita
- Phylloscopus sindianus
- Phylloscopus sibilatrix
- Phylloscopus fuscatus
- Phylloscopus griseolus
- Phylloscopus schwarzi
- Phylloscopus proregulus
- Phylloscopus inornatus
- Phylloscopus humei
- Phylloscopus borealis
- Phylloscopus trochiloides
- Phylloscopus tenellipes
- Phylloscopus borealoides
- Phylloscopus occipitalis
- Phylloscopus coronatus
- Megalurus pryeri
- Megalurus palustris
- Sylvia atricapilla
- Sylvia borin
- Sylvia nisoria
- Sylvia nana
- Sylvia communis
- Sylvia curruca
- Sylvia mystacea
- Sylvia rueppelli
- Sylvia cantillans

### Muscicapidae
- Muscicapa striata
- Muscicapa griseisticta
- Muscicapa sibirica
- Muscicapa dauurica
- Ficedula hypoleuca
- Ficedula albicollis
- Ficedula semitorquata
- Ficedula zanthopygia
- Ficedula narcissina
- Ficedula mugimaki
- Ficedula parva
- Ficedula albicilla
- Cyanoptila cyanomelana
- Erithacus rubecula
- Erithacus akahige
- Luscinia sibilans
- Luscinia luscinia
- Luscinia megarhynchos
- Luscinia calliope
- Luscinia svecica
- Luscinia cyane
- Tarsiger cyanurus
- Cercotrichas galactotes
- Phoenicurus erythronotus
- Phoenicurus caeruleocephala
- Phoenicurus ochruros
- Phoenicurus phoenicurus
- Phoenicurus auroreus
- Phoenicurus erythrogastrus
- Saxicola rubetra
- Saxicola insignis
- Saxicola rubicola
- Saxicola maurus
- Saxicola torquatus
- Oenanthe oenanthe
- Oenanthe finschii
- Oenanthe pleschanka
- Oenanthe hispanica
- Oenanthe xanthoprymna
- Oenanthe deserti
- Oenanthe isabellina

### Monarchidae
- Terpsiphone atrocaudata
- Terpsiphone paradisi

### Paradoxornithidae
- Panurus biarmicus
- Paradoxornis webbianus
- Paradoxornis heudei

### Aegithalidae
- Aegithalos caudatus

### Paridae
- Poecile palustris
- Poecile montana
- Poecile cincta
- Periparus ater
- Lophophanes cristatus
- Parus major
- Parus bokharensis
- Cyanistes caeruleus
- Cyanistes cyanus
- Cyanistes flavipectus
- Sittiparus varius

### Sittidae
- Sitta europaea
- Sitta krueperi
- Sitta villosa

### Tichodromidae
- Tichodroma muraria

### Certhiidae
- Certhia familiaris
- Certhia brachydactyla

### Remizidae
- Remiz pendulinus
- Remiz macronyx
- Remiz coronatus
- Remiz consobrinus

### Zosteropidae
- Zosterops erythropleurus
- Zosterops japonicus

### Oriolidae
- Oriolus oriolus
- Oriolus chinensis

### Laniidae
- Lanius tigrinus
- Lanius bucephalus
- Lanius collurio
- Lanius isabellinus
- Lanius cristatus
- Lanius vittatus
- Lanius schach
- Lanius excubitor
- Lanius meridionalis
- Lanius minor
- Lanius sphenocercus
- Lanius senator

### Dicruridae
- Dicrurus hottentottus

### Corvidae
- Perisoreus infaustus
- Garrulus glandarius
- Cyanopica cyanus
- Pica pica
- Podoces hendersoni
- Nucifraga caryocatactes
- Pyrrhocorax pyrrhocorax
- Pyrrhocorax graculus
- Corvus monedula
- Corvus dauuricus
- Corvus frugilegus
- Corvus corone
- Corvus cornix
- Corvus macrorhynchos
- Corvus ruficollis
- Corvus corax

### Sturnidae
- Acridotheres tristis
- Sturnia sturnina
- Sturnia philippensis
- Sturnia sinensis
- Pastor roseus
- Sturnus cineraceus
- Sturnus vulgaris

### Passeridae
- Passer ammodendri
- Passer domesticus
- Passer hispaniolensis
- Passer rutilans
- Passer montanus
- Petronia petronia
- Carpospiza brachydactyla
- Montifringilla nivalis
- Montifringilla davidiana

### Fringillidae
- Fringilla coelebs
- Fringilla montifringilla
- Leucosticte nemoricola
- Leucosticte brandti
- Leucosticte arctoa
- Leucosticte tephrocotis
- Pinicola enucleator
- Carpodacus erythrinus
- Carpodacus roseus
- Carpodacus rhodochlamys
- Carpodacus rubicilla
- Loxia pytyopsittacus
- Loxia curvirostra
- Loxia leucoptera
- Carduelis chloris
- Carduelis flammea
- Carduelis hornemanni
- Carduelis spinus
- Carduelis carduelis
- Carduelis sinica
- Carduelis flavirostris
- Carduelis cannabina
- Serinus pusillus
- Serinus serinus
- Pyrrhula pyrrhula
- Coccothraustes coccothraustes
- Eophona migratoria
- Eophona personata
- Mycerobas carnipes
- Rhodopechys sanguineus
- Bucanetes githagineus
- Bucanetes mongolicus
- Uragus sibiricus

### Parulidae
- Dendroica coronata
- Seiurus noveboracensis
- Wilsonia pusilla

### Emberizidae
- Emberiza citrinella
- Emberiza leucocephalos
- Emberiza cia
- Emberiza godlewskii
- Emberiza cioides
- Emberiza jankowskii
- Emberiza buchanani
- Emberiza hortulana
- Emberiza yessoensis
- Emberiza tristrami
- Emberiza fucata
- Emberiza pusilla
- Emberiza chrysophrys
- Emberiza rustica
- Emberiza elegans
- Emberiza aureola
- Emberiza rutila
- Emberiza melanocephala
- Emberiza bruniceps
- Emberiza sulphurata
- Emberiza spodocephala
- Emberiza variabilis
- Emberiza pallasi
- Emberiza schoeniclus
- Emberiza calandra
- Spizella arborea
- Spizella passerina
- Passerculus sandwichensis
- Passerella iliaca
- Zonotrichia leucophrys
- Zonotrichia atricapilla
- Junco hyemalis
- Calcarius lapponicus
- Plectrophenax nivalis
- Plectrophenax hyperboreus

### Icteridae
- Euphagus carolinus[1]